# Ярбек-хан Самарканди
Ярбек-хан Самарканди, Ярбек-хан, Яр-бек (узб. Yorbekxon Samarqandiy / Yorbekxon) — основатель узбекской правящей династии Яридов в Бадахшане (1658—1706).

## Происхождение
Ярбек-хан происходил из самаркандских сеидов. Его отец Шах-бек, и дед, Мир Захид будучи религиозными просветителями переселились из Самаркандского Дахбеда в Бадахшанский Яфтал (Яфтель), осели там и приобрели себе учеников-последователей — мюридов. Потомки Ярбека, представители правящей узбекской династии Яридов в Бадахшане ещё в XIX веке утверждали, что они также происходят от Александра Македонского.

## Политическая и военная деятельность
В начале XVII века Ярбек-хан Самарканди был назначен наместником в Бадахшане бухарским ханом, после возвращения территории под власть бухарцев. В 1658 году, в противовес власти катаганских узбеков, он был выдвинут эмиром бадахшанцами и стал родоначальником миров Бадахшана, которые правили почти два века. Ярбек-хан и его потомки признавали формально верховную власть узбекских правителей Балхского и Бухарского ханств. По этому поводу академик В. В. Бартольд написал следующее:
После распадения узбекского ханства в конце XVII века в Бадахшане правила особая династия миров (эмиров), основателем которой был Яр-бек, строитель нынешней столицы Бадахшана, Файзабада; эти узбекские князья также считали себя потомками Александра Македонского.
Несколько раз происходили сражения и осадные бои между Ярбек-ханом и всесильным аталыком Махмуд-бием. Практически во всех сражениях Махмуд-бию удавалось одолеть войска Ярбек-хана и каждый раз был установлен мир между ними с выгодными условиями для аталыка. Аталыку принадлежала часть доходов от рудников лазурита Бадахшана.

## Семья
У Ярбек-хана было несколько сыновей:
Сулейман-шах был старшим сыном Ярбек-хана. После смерти своего отца, он занял его место с согласия своих младших братьев. Сулейман-шах правил в Бадахшане в течение семи лет и был убит в 1713 году неким Баба-Камар-уд-Дином, жителем Яфтеля.
Юсуф Али, второй сын и преемник Ярбек-хана правил в Бадахшане после смерти своего брата — Сулейман-шаха. В его пятилетнее царствование было много междоусобиц. Он умер в 1717 году.
Зияуддин, младший брат Юсуф Али, который правил в Бадахшане после смерти своего брата. Он был убит в 1736/1737 году яфтельцем Кази-Асад-ханом.
Гази-бек, сын Ярбек-хана. Про него известно, что он попал в плен и был доставлен Махмуд-бию при очередном набеге Яридов на окрестности Кундуза.
Исмаил-бек, пятый сын Ярбек-хана. Он являлся наместником своего отца в Варсаге и стал владетелем всего Бадахшана с середины XVII века.

## Смерть
Ярбек-хан умер 1706 году в Бадахшане и вместо него миром Бадахшана был объявлен его старший сын Сулейман-шах (1706—1713).